# San Girolamo (Leonardo)
Il San Girolamo penitente è un dipinto a olio su tavola (103×75 cm) di Leonardo da Vinci, databile al 1480 circa e conservato nella Pinacoteca Vaticana. Si tratta di un dipinto non portato a termine.

## Storia
Il dipinto viene in genere datato agli ultimi anni del primo soggiorno fiorentino di Leonardo, per le stringenti affinità con l'Adorazione dei Magi. Non si conosce la destinazione originaria dell'opera e l'unica menzione avvicinabile al dipinto è quella di "cierti san Gerolami" elencati dall'artista nell'inventario personale prima della partenza per Milano nel 1482.
Il rocambolesco ritrovamento dell'opera è raccontato da Pietro D'Achiardi in una ricostruzione ritenuta oggi poco credibile: appartenuto ad Angelica Kauffmann il dipinto sarebbe poi andato perduto, per essere ritrovato dal cardinale Joseph Fesch segato in due parti, una delle quali era usata da un rigattiere romano come coperchio per una panca, mentre l'altra (un quadrato con la testa, ancora visibile) faceva da sgabello per un calzolaio. Ad ogni modo è certo che il dipinto fu messo all'asta dagli eredi del cardinale nel 1845 con una valutazione di duemilacinquecento franchi e venne acquistato da Alessandro Aducci, un antiquario romano; quindi nel 1856 fu ceduto dalla figlia di questi a Pio IX e destinato da allora ai Musei Vaticani.

## Descrizione e stile

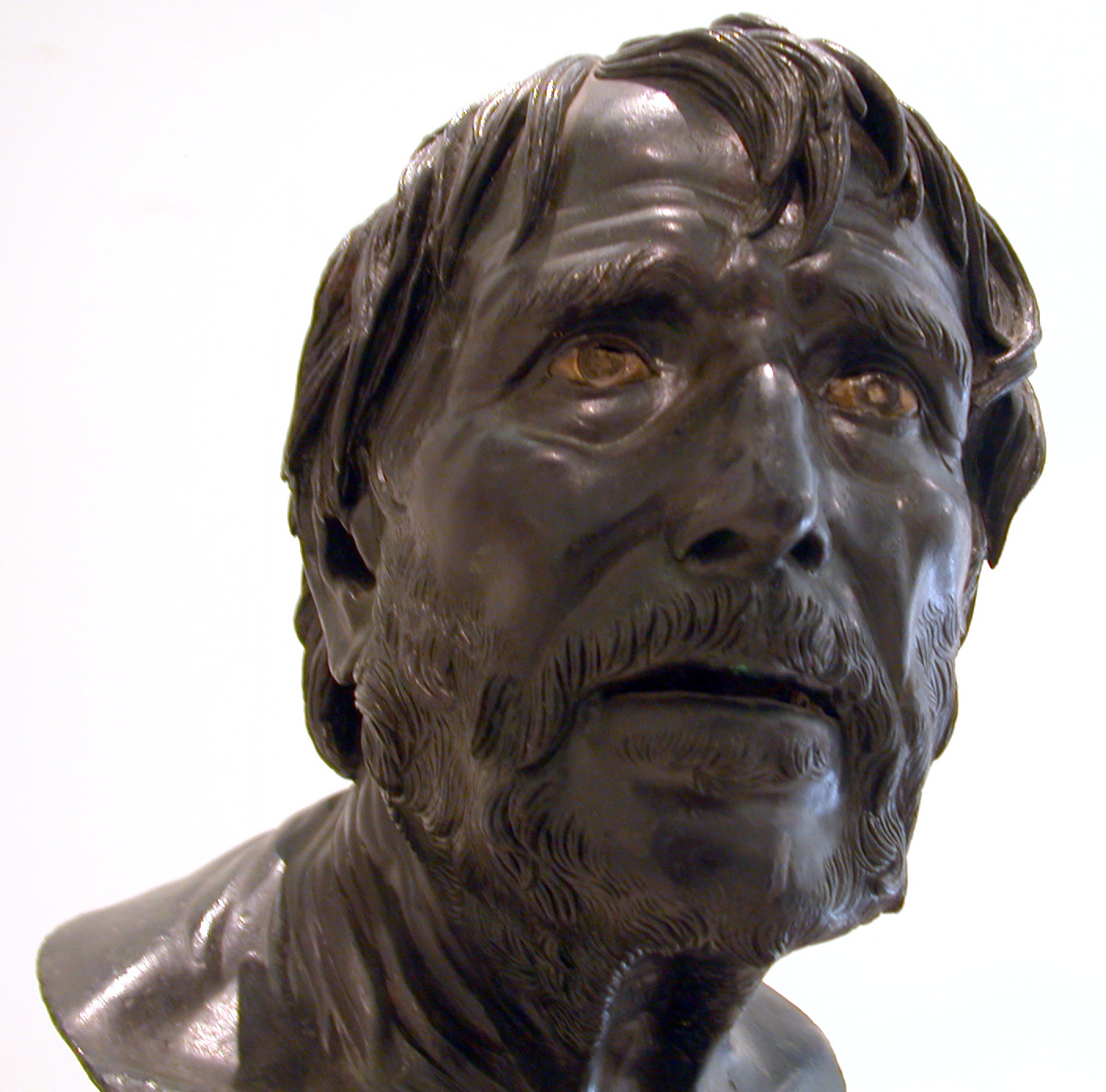
Pseudo Seneca (I secolo a.C.), Museo archeologico di Napoli

San Girolamo è raffigurato nell'iconografia dell'eremita penitente nel deserto. Vestito di pochi stracci è inginocchiato con nella mano destra la pietra che usava per percuotersi il petto e con la sinistra che indica se stesso in atto di umiltà. Il volto è rivolto verso l'alto, tradizionalmente, verso un probabile crocifisso non ancora dipinto, di cui si intravede però l'asta sull'estrema destra, dove si trova il paesaggio appena abbozzato nel quale alcuni studiosi hanno voluto vedere lo schizzo della facciata di Santa Maria Novella. La figura dell'eremita è studiata con notevole attenzione all'anatomia, testimoniando il precoce interesse di Leonardo su questo settore, con muscoli asciutti ma scattanti, tendini a vista. Spiccano soprattutto il busto inarcato e scuro dietro le clavicole, il gesto plastico del braccio disteso, che sembra indagare lo spazio circostante, o la gamba protesa in avanti, con un efficacissimo scorcio. La testa, scavata e ossuta, nonché scorciata nella sua torsione verso destra, è resa con espressività e ricorda alcuni busti antichi cosiddetti di "Seneca". La sua figura emerge con potenza anche per effetto dello sfondo scuro, composto da rocce dalle forme bizzarre che si ritroveranno anche, di lì a poco, nella prima versione della Vergine delle Rocce (1483-1486).
In basso si trova il fedele leone, appena disegnato, il cui corpo scattante crea giochi lineari rari in Leonardo, che probabilmente sarebbero poi stati attenuati dalla pittura atmosferica e dallo sfumato. L'animale è sulla diagonale che, attraverso il corpo del santo, finisce nel paesaggio dello sfondo a sinistra, già avviato, con le tipiche rocce appuntite leonardesche. Un altro paesaggio, appena abbozzato, si trova sulla destra, sotto un arco naturale, in cui si distingue una sorta di disegno di chiesa.

## La tecnica
Per la realizzazione dell'opera, indubbiamente Leonardo ha utilizzato il pennello, ma in molte parti della composizione il colore è steso direttamente dall'artista con le proprie dita per ammorbidire i contorni delle figure. L'opera è pertanto particolarmente significativa in quanto, nell'impasto fresco dei colori, sono chiaramente visibili le impronte del maestro fiorentino.